# 香港公關及傳訊業總工會
香港公關及傳訊業總工會（Hong Kong Public Relations and Communications Professional Union，簡稱：HKPRU）於2020年1月正式成立，為香港首個公關及傳訊行業之工會，同時是2019年反修例運動期間所成立新工會之一。工會旨凝聚公共關係及傳訊專業人員的力量及聲音、宣揚公共關係及傳訊業的專業性、改善僱傭條件和福利待遇。

## 會員資格
凡通常在香港居住，並受僱於公營機構、私營機構、非政府機構及顧問公司，而其工作職責包括但不限於企業傳訊（對內及/或對外）、公共事務、傳媒關係、投資者關係、危機管理、活動籌劃和社交媒體關係的人士。

## 相關事件

### 罷工罷課公投
2020年6月20日，香港公關及傳訊業總工會參加了由二百萬三罷聯合陣線及中學生行動籌備平台舉行的罷工罷課公投。30個不同行業工會參與公投就國安法表態，若超過60%支持罷工，陣線便會發起跨工會聯合罷工反對國安法。兩者投票結果均未達所需門檻，因此未能發動罷工罷課。

### 回應港府招標重建國際形象
香港政府繼2019年9月被 8 家國際公關公司拒絕合作後，於2020年4月底再招標邀請公關公司參與 「香港重新出發」國際宣傳計劃。香港公關及傳訊業總工會於5月11日發聲明指，最有效的危機管理公關工程必須承擔責任，立足事實，與不同持份者建立真誠互信的關係，但政府的公關手段卻只為幌子，無疑是白費納稅人的金錢。

## 外部連結
- 香港公關及傳訊業總工會Facebook專頁